# Hostrîi Șpîl, Nedrîhailiv
Hostrîi Șpîl (în ucraineană Гострий Шпиль) este un sat în așezarea urbană Ternî din raionul Nedrîhailiv, regiunea Sumî, Ucraina.

## Demografie
Componența lingvistică a localității Hostrîi Șpîl
     Ucraineană (100%)
Conform recensământului din 2001, toată populația localității Hostrîi Șpîl era vorbitoare de ucraineană (100%).